# 鶴岡一人
鶴岡一人（日语：／ Tsuruoka Kazuto (Kazundo)，1916年7月27日—2000年3月7日），為日本的棒球選手、教練，出生於廣島縣吳市東二河通。他曾效力於日本職棒南海隊（福岡軟體銀行鷹前身）等，1952年退休，生涯總計61支全壘打。1965年入選日本棒球名人堂。
他的名言（金錢灑在球場上）成為漫畫與改編動畫《錢進球場》（グラゼニ）的主題和標語。